# Joaquín Costa
Joaquín Costa Martínez (Monzón, 14 de septiembre de 1846-Graus, 8 de febrero de 1911) fue un político, jurista, economista e historiador español, el mayor representante del movimiento intelectual conocido como regeneracionismo.

## Biografía
Hijo de Joaquín Costa Larrégola, pequeño propietario rural, y de María Martínez Gil, a los pocos años de edad se traslada a Graus, iniciando sus primeros estudios en la cátedra de Latinidad de Graus. Trabajó y estudió en Huesca —bachillerato y título de maestro superior— y Madrid, donde se doctora en Derecho Civil y Canónico (1872) y en Filosofía y Letras (1873).

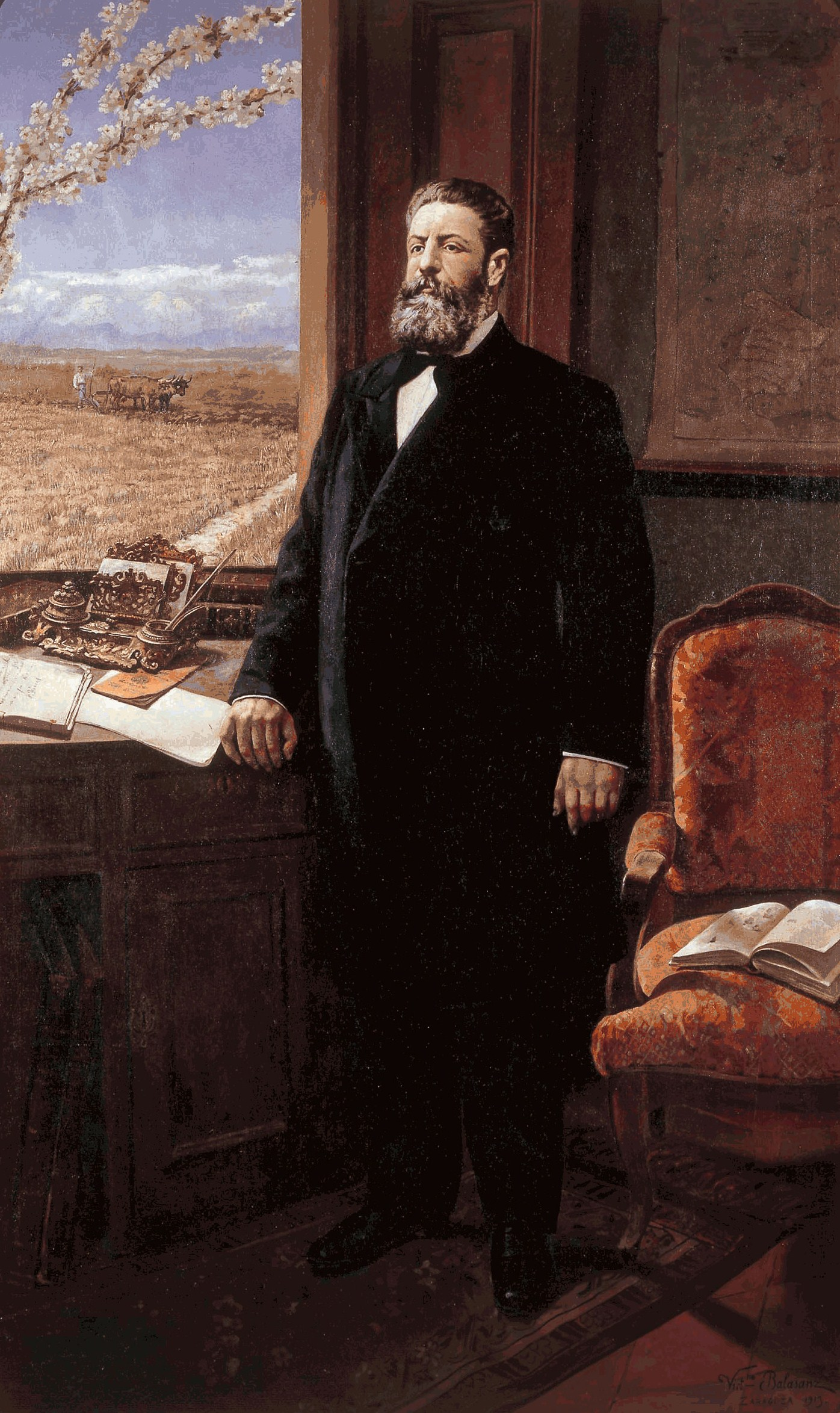
Retrato póstumo de Joaquín Costa, obra de Victoriano Balasanz en 1913.

Escribió La vida del Derecho (1876) y fue profesor auxiliar en la Universidad Central, cargo al que renuncia en protesta por la política educativa de la Restauración junto a Francisco Giner de los Ríos y otros miembros de la Institución Libre de Enseñanza. A esta institución laica de enseñanza, inspirada en la filosofía del krausismo, se halla ligado entonces dirigiendo su Boletín (1880-1883), dando clases y participando eficazmente en el Congreso Pedagógico Nacional de 1882. Desde 1881 es pasante del bufete de otro famoso krausista, el integérrimo economista liberal Gabriel Rodríguez Benedicto, a quien llamó maestro y de quien era además amigo.
Ejerce como letrado en Cuenca, en Guadalajara (1876-1877) y después en Huesca (1877-1879); en esta última estancia en su ciudad natal redacta Cuestiones celtíberas: religiones, Organización política, civil y religiosa de los celtíberos y Derecho consuetudinario del Alto Aragón.
De nuevo en Madrid como pasante de Gabriel Rodríguez Benedicto, colabora en la Revista de España, en la Revista General de Legislación y Jurisprudencia y en la Real Academia de Jurisprudencia y Legislación, donde presenta sus Estudios jurídicos y políticos y su Teoría del hecho jurídico individual y social. Más adelante, en 1887, será profesor y hará un Plan de una Historia del Derecho español en la antigüedad. Participa en el Congreso de Jurisconsultos Aragoneses, en Zaragoza.
Sus humildes orígenes le inclinan a la política; estudia particularmente las raíces populares del derecho consuetudinario español (Introducción a un tratado de política textualmente de los refraneros, romanceros y gestas de la Península, 1881) y el mundo rural al participar en los Congresos de Agricultores y Ganaderos (1880-1881). Participa también en numerosos mítines y conferencias africanistas y abolicionistas, planteando su visión de El comercio español y la cuestión de África (1882). Dirige, además, el Congreso Español de Geografía Colonial y Mercantil (1883), cofunda la Sociedad de Africanistas y Colonistas que dirige las expediciones al África occidental y ecuatorial y toma parte en la Revista de Geografía Comercial (1885-1887).

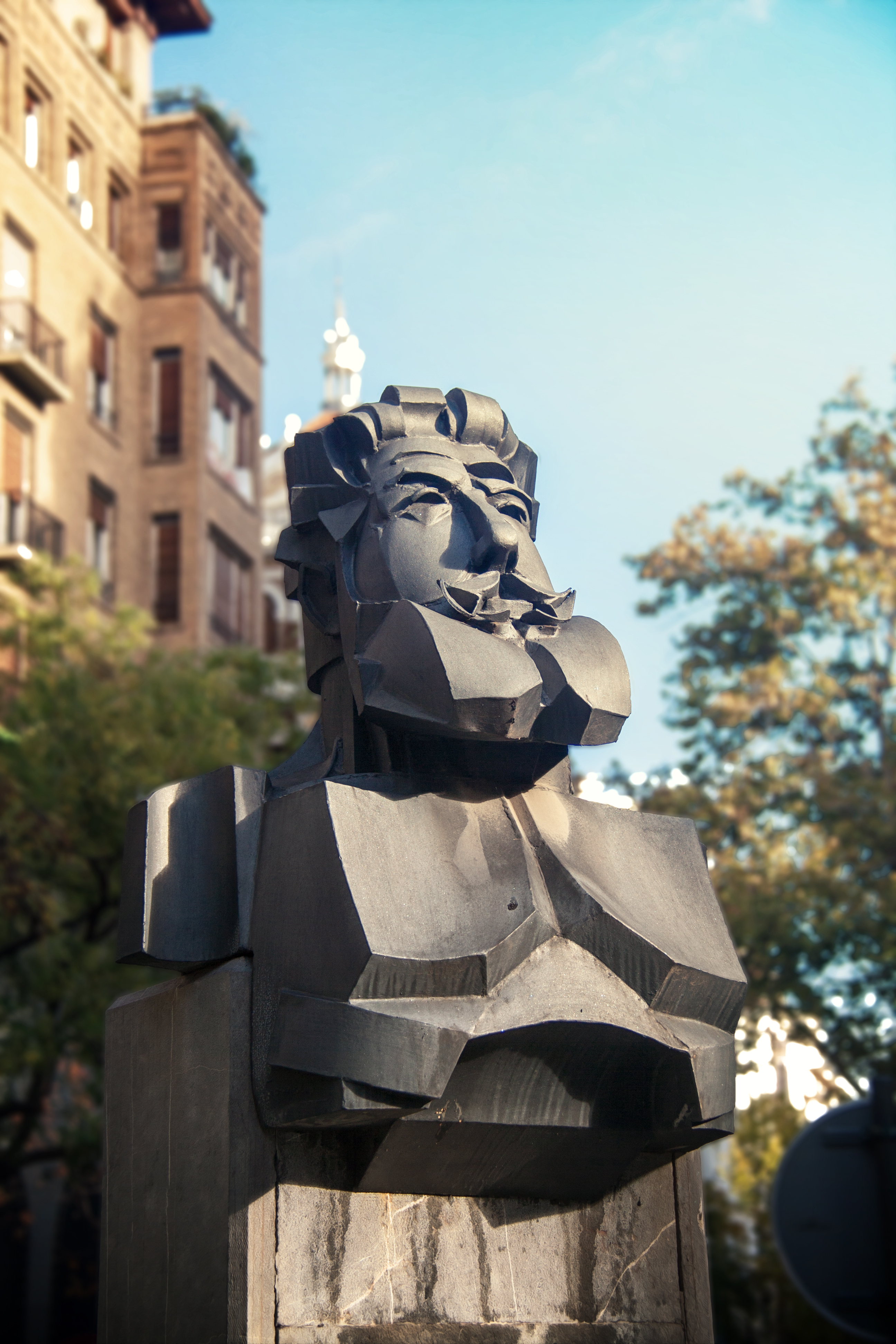
Escultura en Zaragoza de Joaquín Costa

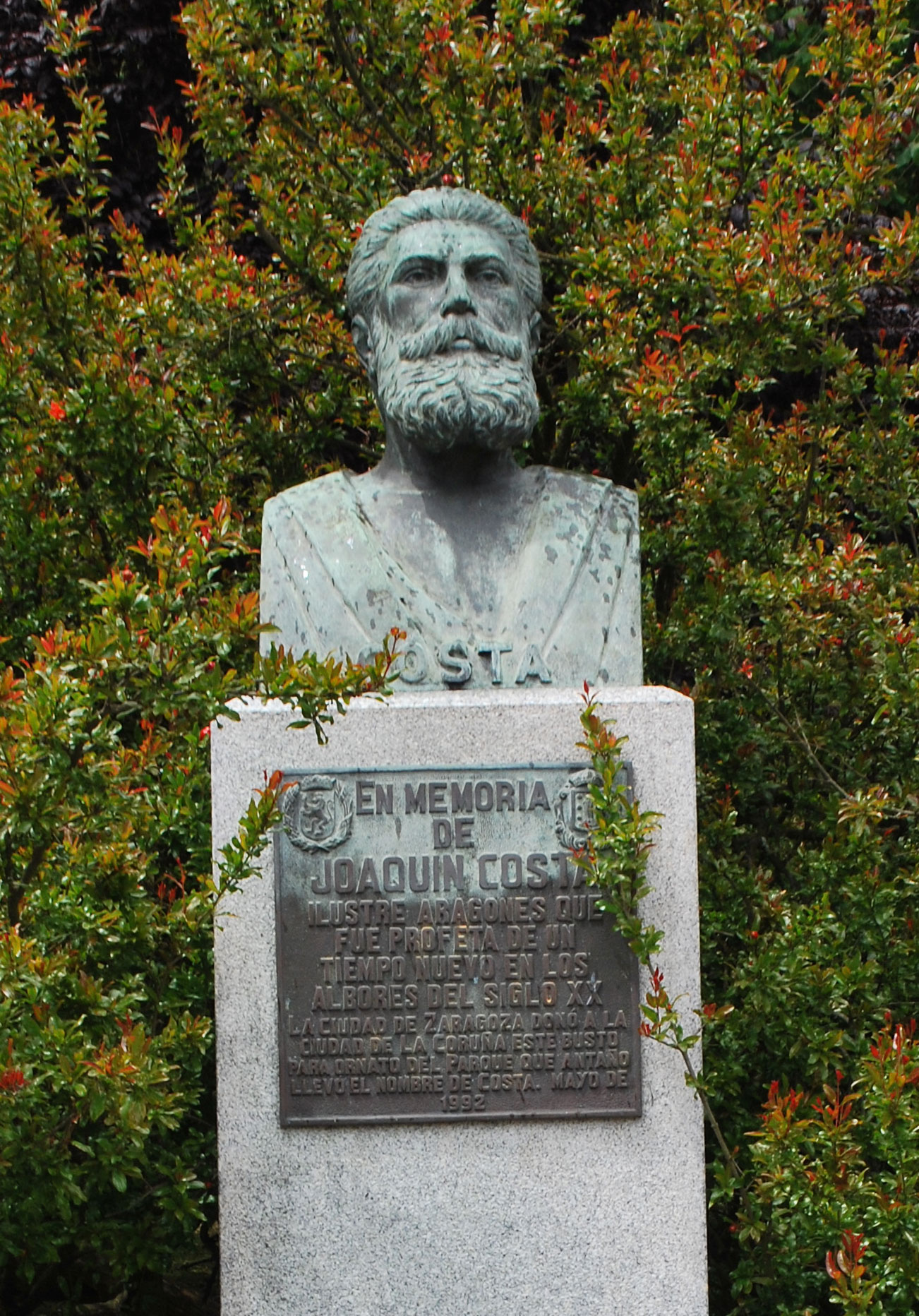
Busto de Joaquín Costa en el Parque de Santa Margarita, La Coruña.

La intensa labor geográfica desarrollada durante estos años (1882-1887), tiene como objetivo incorporar a España a las políticas de expansión y al “espíritu civilizador que agita a todas las naciones europeas”. Los cambios en el orden económico y político que la extensión de los ferrocarriles y barcos de vapor estaban provocando, afectarán a los temas agrícolas necesitados de profundas reformas en una economía global. En su artículo "Geografía y comercio", publicado con Rafael Torres Campos como apertura del primer número de la Revista de Geografía Comercial, establecen la importancia del conocimiento geográfico y de la actividad comercial en la regeneración nacional.
Costa publicó entre 1876 y 1881 diversos estudios de mitología celtíbera y temas romanos y medievales en publicaciones como la Revista de España y el Boletín de la Institución Libre de Enseñanza. Estos trabajos aparecen reflejados en dos libros de Costa: Introducción a un tratado de política sacado textualmente de los refraneros, romanceros y gestas de la Península (1888) y La religión de los celtíberos y su organización política y civil (1917). También trabajó en Justo de Valdediós, una novela mitológica escrita entre 1874 y 1883, encuadrada dentro del subgénero de la «novela regeneracionista» o tendenzroman (novela pedagógica). También colaboró en El Diario de Huesca de Manuel Camo Nogués, con quien en los inicios del diario tuvo una relación de «afecto» que se transformaría en frialdad y «clara oposición» a finales de siglo, habiendo llegado a ser descrito como «enemigo declarado» de Camo.
En 1888, ganó la plaza de notario de Jaén por concurso oposición con el número uno, y aboga inmediatamente por la reorganización del Notariado, del Registro de la Propiedad y de la Administración de Justicia (1890). En 1890 fue nombrado miembro correspondiente de la Real Academia de la Historia. Durante el año 1891 queda vacante la notaría de Graus, que Costa requirió, pero la Dirección General de Notarios se la denegó, alegando que no sería justo otorgar la preferencia a un notario de categoría superior, porque perjudicaría a los compañeros de inferior categorías. Ingresa igualmente en el Cuerpo Superior de Abogados del Estado. Solicita excedencia como notario que le conceden y temporalmente traslada su residencia a Graus, ejerciendo la abogacía.
Sin embargo, una distrofia muscular progresiva empezó a manifestarse en el brazo derecho a la edad de veintiún años, le recluye en Graus, desde donde a pesar de todo organiza a la Liga de Contribuyentes de Ribagorza que deriva en movimiento político de inclinaciones sociales. De ahí surgen varias campañas por todo el Alto Aragón (1892 en adelante), con el fin de potenciar la producción agraria gracias al regadío y mediante obras hidráulicas que debe hacer el Estado, en opinión de Costa. En 1893 se presentó a las elecciones municipales de Graus en representación de la Cámara Agrícola del Alto Aragón impidiendo su elección el caciquismo local.

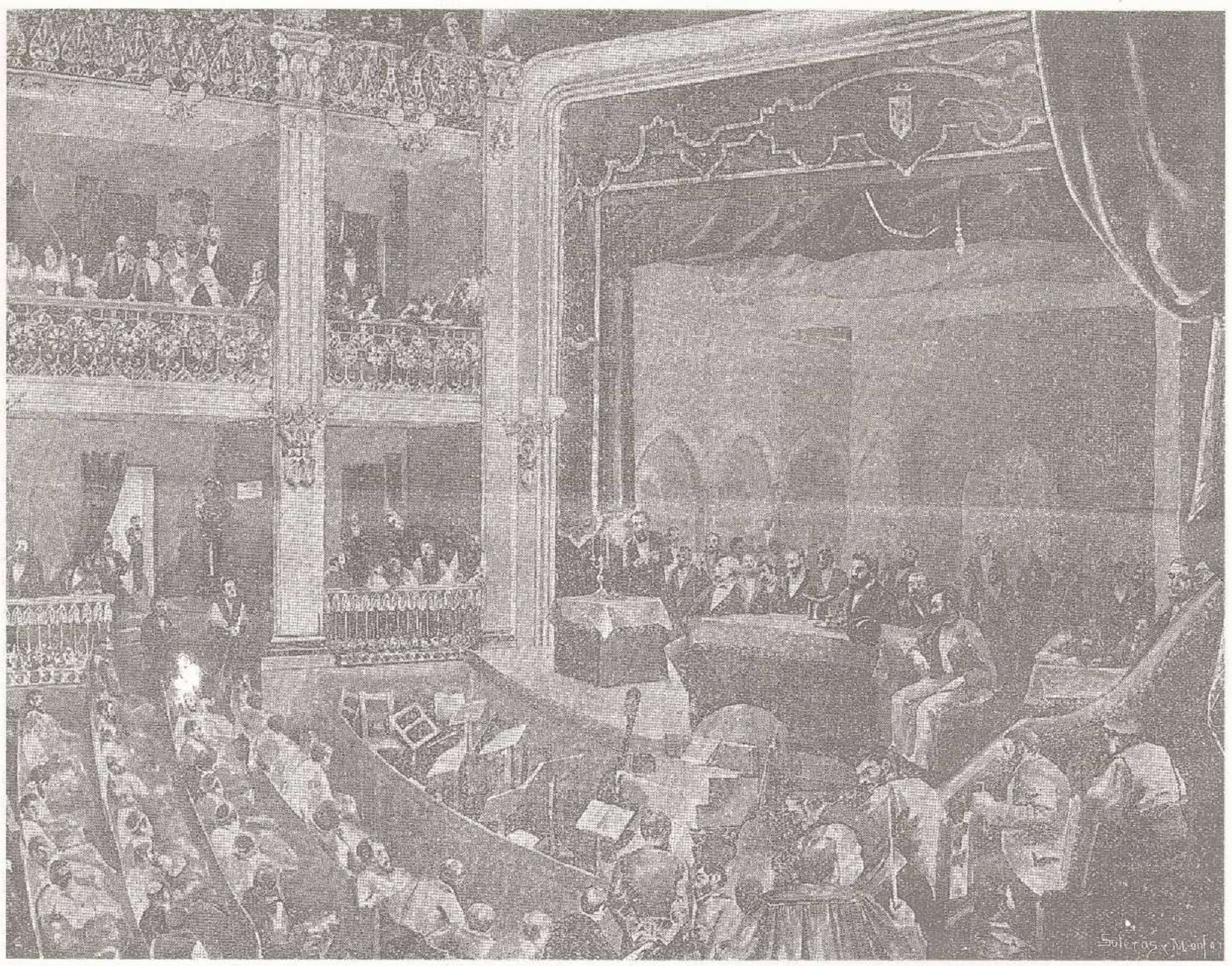
Mitin organizado por la Cámara Agraria del Altoaragón, presidido por Joaquín Costa, en el teatro de Barbastro (1893).

Tras regresar por fin, en 1893, a una plaza de notario en Madrid, y ser derrotado en las elecciones de 1896, a las que se presentó a diputado, a través de la Cámara Agrícola del Alto Aragón, tiene ahora una visión mucho más política y científico-social, preparando su magna obra Colectivismo agrario (1898), en que hace una dura crítica de la destrucción por las desamortizaciones y otras prácticas de ancestrales sistemas de propiedad comunal y galvaniza a la opinión pública a raíz del desastre de 1898, en que España pierde sus últimas colonias a causa de la guerra con Estados Unidos: Cuba, Puerto Rico y las islas Filipinas. Según Cheyne, Costa mantuvo buena relación con el escritor Benito Pérez Galdós, con el que se carteó en repetidas ocasiones.
En el segundo tomo del Colectivismo Agrario en España (1898) presenta Costa lo que viene a ser una amplia historia económica de los sistemas de propiedad y sus diversas modalidades (desde los cotos a las tierras concejiles y comunales), las formas de explotación, remontándose a dos siglos antes de nuestra era; también, con notable agudeza, trata del control sobre el agua y sus diversas formas de propiedad, y de las cofradías pesqueras.

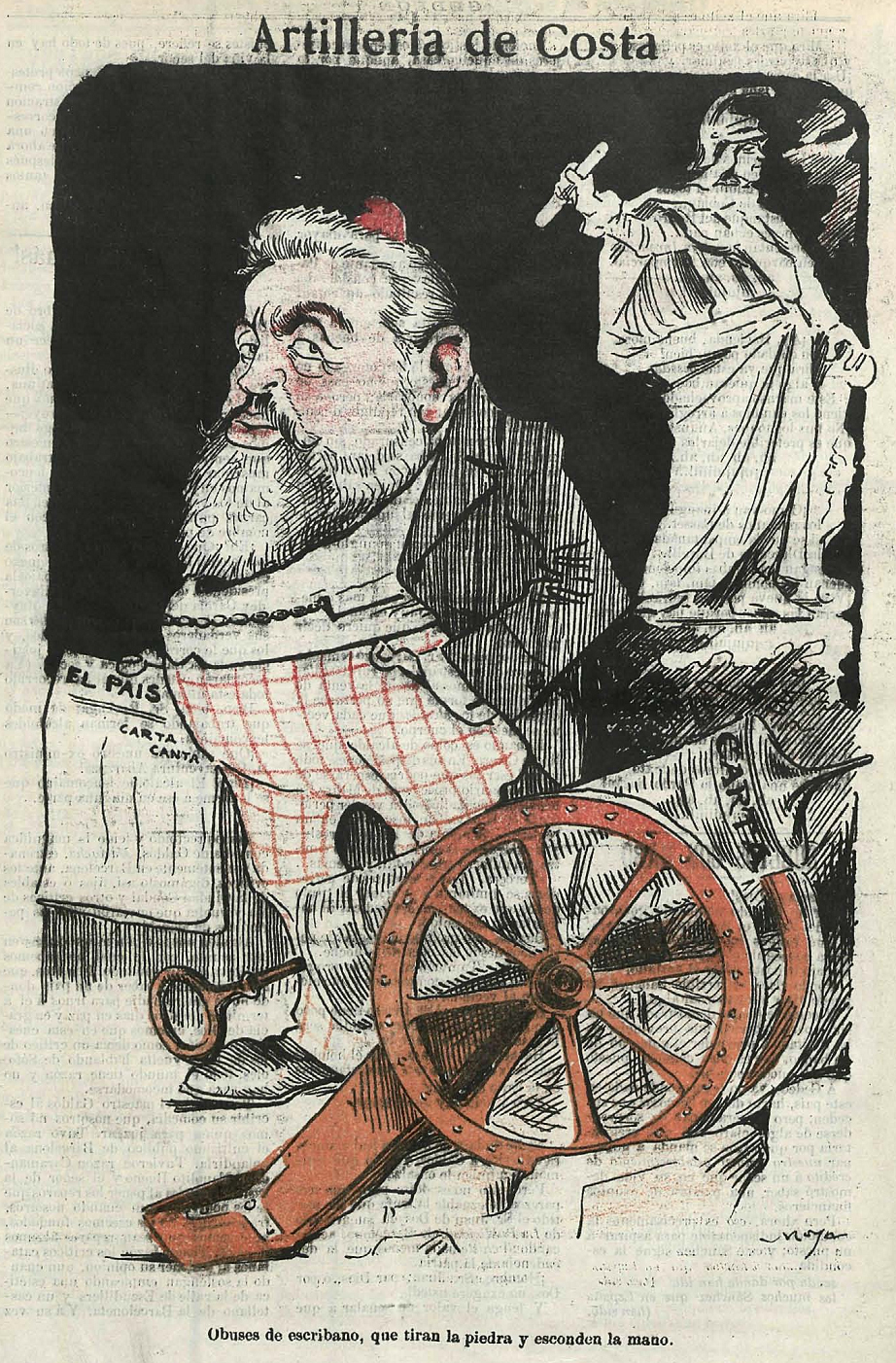
Caricatura de Joaquín Costa en el semanario satírico Gedeón (julio de 1903)

Con sus mensajes a las Cámaras Agrarias aragonesas consigue la creación de una Asamblea Nacional de Productores que se alía con las Cámaras de Comercio que lidera Basilio Paraíso y la Liga Agraria formada por las clases propietarias castellanas dirigidas por Santiago Alba para formar la Unión Nacional, nuevo partido político popular y muy crítico con el sistema de la Restauración canovista. Esta propuesta resulta demasiado heterogénea y resta por un momento muchos militantes al republicanismo y aunque allí están, aunque diluidas, las ideas de Costa, carece de su método y su dirección y no se convierte en partido político. Así y todo, Costa acata la Unión Nacional, integra sus fuerzas, acepta un cargo en el Directorio y redacta el mensaje de queja y protesta al Congreso de los Diputados que se publicó en la prensa el 1 de abril. Pero no funcionó el intento de fuerza de sacar manifestaciones a la calle: se prohibió la de Madrid, y se autosuspendieron las demás. Reunidos en la casa de Costa, en Madrid, Paraíso pugna por acciones directas espectaculares como una huelga de contribuyentes, mientras Costa cree improbable un alto seguimiento de esa medida, y más seguro y profundo el trabajo de un partido político, educador del pueblo.

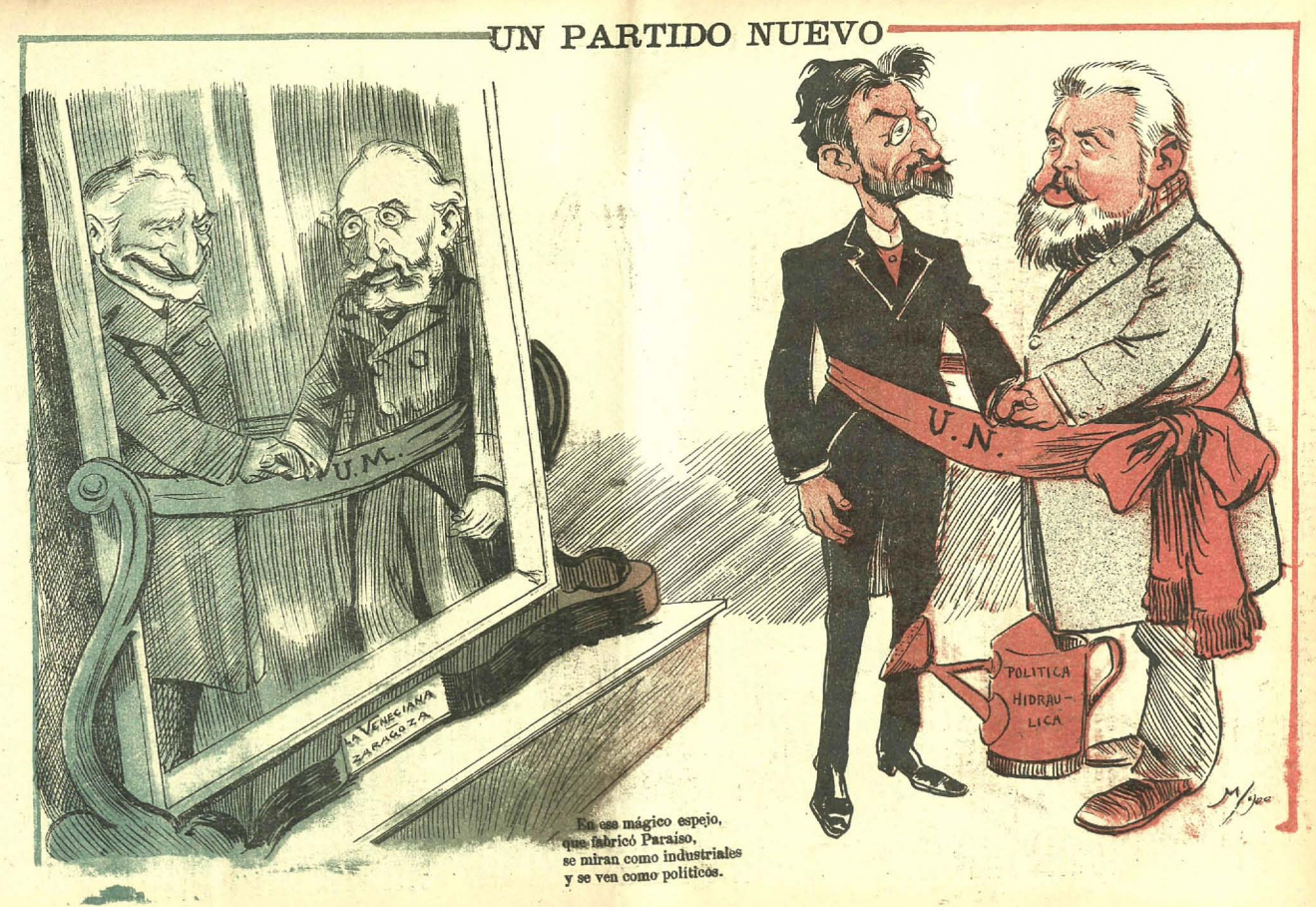
Un partido nuevo, caricatura publicada el 7 de marzo de 1900 en Gedeón, que hace referencia a la formación de la Unión Nacional y en la que aparecen representados Basilio Paraíso y Joaquín Costa.

Hay disensiones sobre la estrategia a tomar entre Costa y Paraíso, y al cabo Costa plantea (septiembre de 1900) su separación del Directorio de la Unión Nacional. Los gremios madrileños se alejan también de Paraíso, si bien la Unión todavía celebra un mitin en Barcelona en abril de 1901, Paraíso y Alba se aseguran sendos escaños de diputados liberales. Después del fracaso de la Unión Nacional su programa político se «radicaliza» y se une al republicanismo. Costa, que sueña aún con un partido de intelectuales, vira hacia la Unión Republicana.
Obtuvo escaño de diputado a Cortes en las elecciones de 1903 por Madrid, si bien ni siquiera llegó a ocupar el cargo al no presentar su credencial, y en las de 1905 por Zaragoza.
La Unión Nacional se desintegró por la tensión entre los intereses populares y los corporativos. Costa percibió que el poder, tal como estaba configurado, no acometería nunca reformas regeneracionistas. En ese empeño Costa se halla completamente solo. Afectado profundamente por el fracaso de la Unión Nacional, continuó, atribuyendo responsabilidades por la situación española a la propia monarquía en Quiénes deben gobernar después de la catástrofe, Reconstitución y europeización de España y, sobre todo, la encuesta realizada desde el Ateneo de Madrid con la colaboración de muchas grandes figuras de la cultura y la sociedad españolas (de Miguel de Unamuno a Emilia Pardo Bazán) para redactar uno de sus títulos clásicos: Oligarquía y Caciquismo como la forma actual de gobierno en España: urgencia y modo de cambiarla (1901), una denuncia de la corrupción del sistema político canovista de la Restauración que supondrá la marginación de Costa de los centros políticos del sistema.

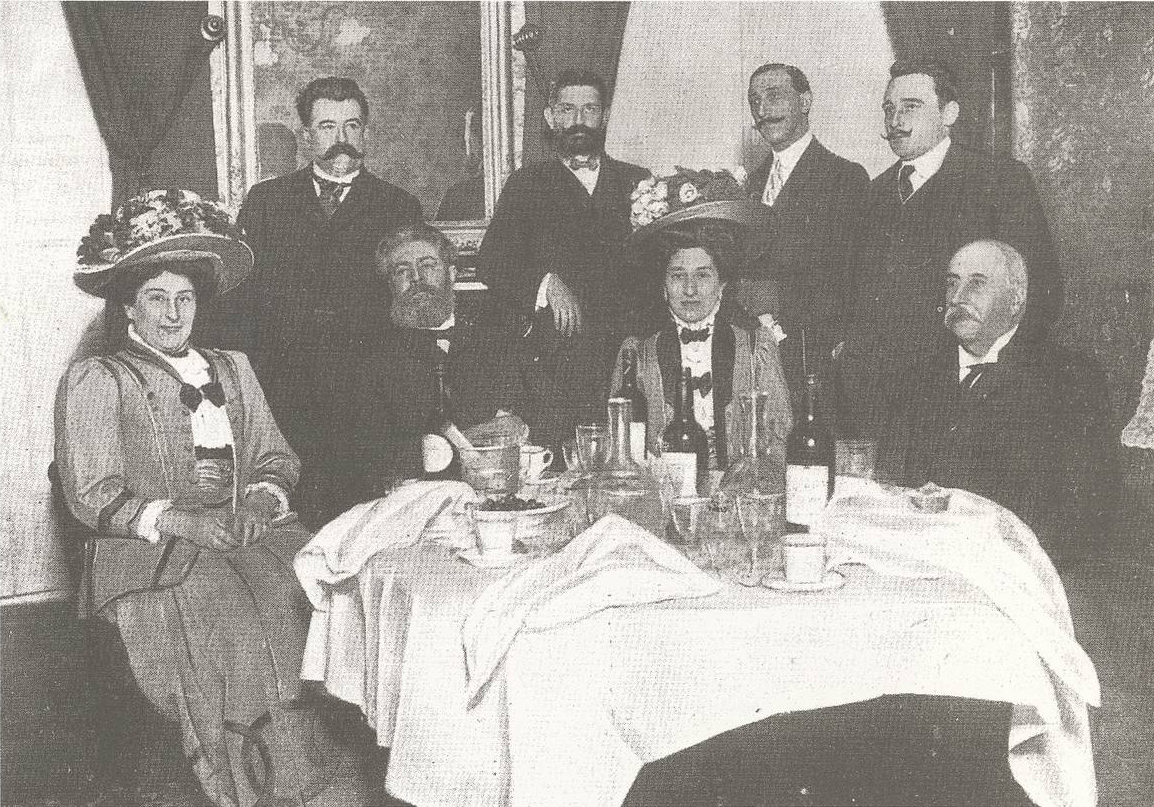
Costa con Miguel Morayta, Manuel Bescós, el doctor Calzada, la familia de este y otros amigos, en mayo de 1908, Madrid.

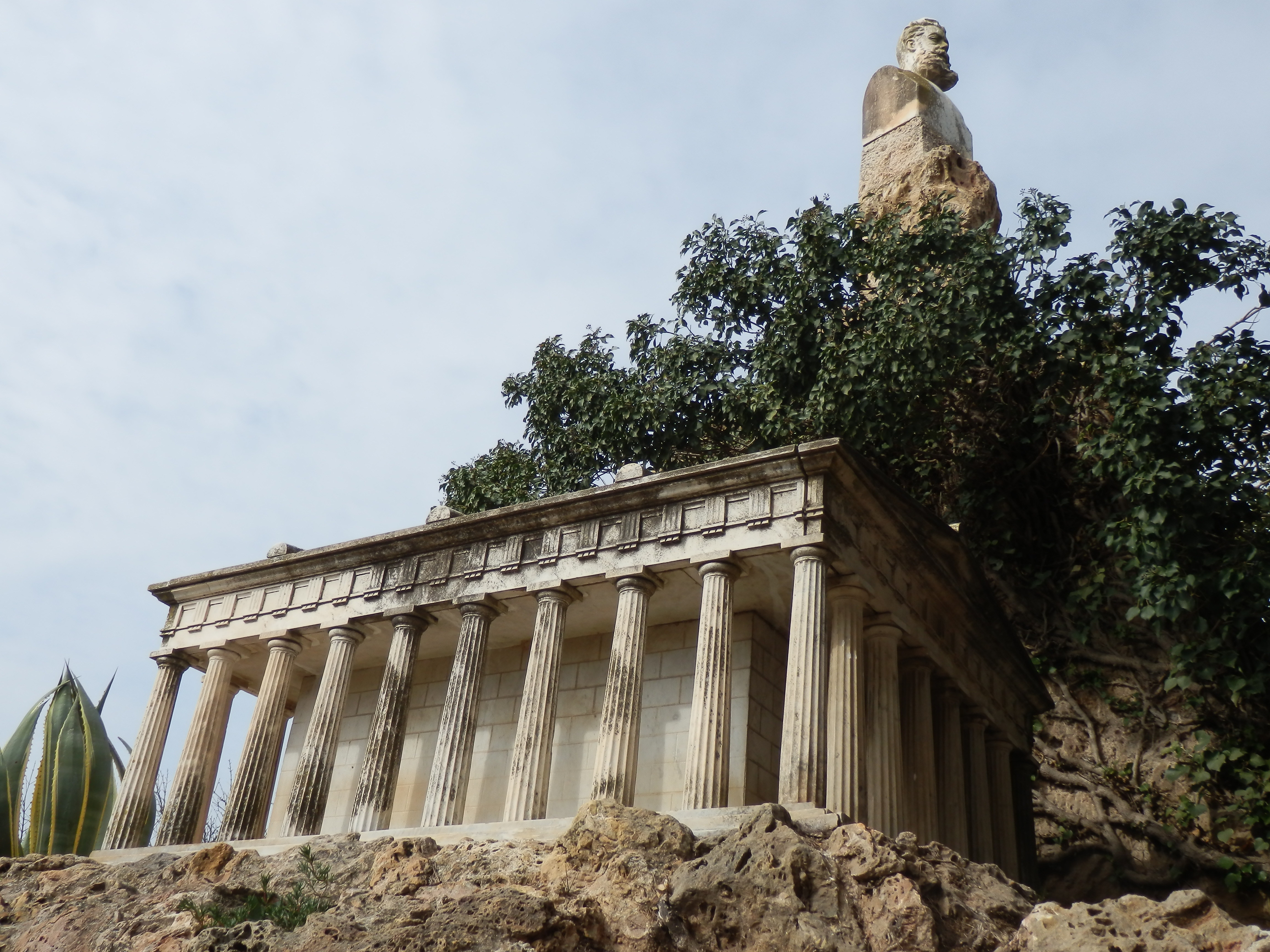
Panteón de Joaquín Costa en el cementerio de Torrero de Zaragoza.

Su fracaso político —sin duda también atribuible a las divisiones y enfrentamientos con Alba y Paraíso— le radicaliza verbalmente, acercándose en sus últimos años al socialismo. Joaquín Costa volvió a la villa de Graus en 1904, desilusionado y desencantado con la clase política española, incluido el proyecto republicano. Derrotado, muy enfermo, se  retira definitivamente como siempre había deseado a su villa familiar, en la que inspira la singular publicación comarcal El Ribagorzano, y desde donde aún sale alguna vez para tronar, así, en 1906 acude a la convocatoria Internacional del Congreso de Ciencias Históricas de Roma, pagando de su bolsillo las mil pesetas de viaje y estancia, (de ahí el sobrenombre de «León de Graus») u ofrecer sus Siete criterios de gobierno. También desde allí se reafirma en su ideal republicano, matizado por el gran respeto que le inspira Pablo Iglesias. Ese mismo año aparecen todos sus discursos y escritos sobre Política hidráulica, en cierto modo su testamento político y una de las grandes batallas que ganará después de muerto, al impulsarse, años después, importantes planes de riegos en Aragón y en otros lugares de España. En 1908 hace una última irrupción en la política española al viajar a Madrid para pronunciarse en contra del proyecto de Ley Antiterrorista de Maura.
En cuanto al plano personal en su juventud intentó cortejar a Concepción Casas Soler, pero fue rechazado por esta. Ya entrado en la madurez, Costa se enamoró de Isabel Palacín, abuela de Felicidad Blanc (esposa del poeta Leopoldo Panero) y viuda del ingeniero Teodoro Bergnes de Las Casas, para el que había trabajado en otra época de delineante, y tuvieron una hija, María-Antígone Costa Palacín, nacida en 1883, por la que sentía un gran afecto.
Falleció el 8 de febrero de 1911. Su muerte provocó una gran convulsión nacional, y se le enterró en el cementerio de Torrero de Zaragoza al oponerse el pueblo al traslado de sus restos al futuro Panteón Nacional y no desear los políticos monárquicos un entierro multitudinario, capaz de presentarse casi como un plebiscito contra el sistema.

## Pensamiento de Costa
El historiador español Alberto Gil Novales ha visto con claridad la gran contradicción de Costa en este gran trabajo: denuncia desde dentro el mismo sistema político que pretende destruir. La información que utiliza en su obra no excluye a los caciques y oligarcas en cuanto hombres representativos de la cultura de su época. Como resumen definitivo de la encuesta (1902) elabora un programa de «enunciados prácticos», casi su testamento político, en el que mezcla grandes horizontes y algunas obsesiones menores, casi comarcanas:

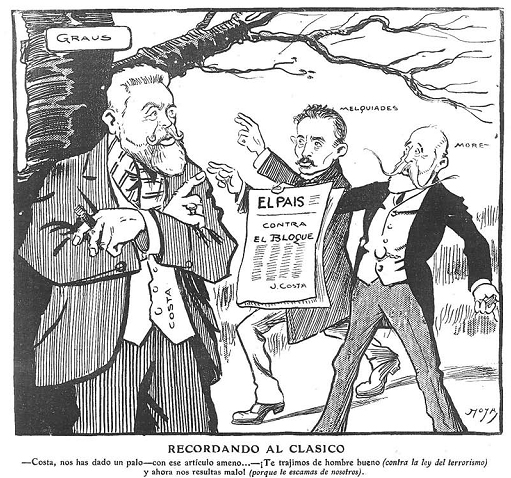
Recordando al clásico, en Gedeón, enero de 1909. Joaquín Costa junto a Melquíades Álvarez y Segismundo Moret.

1. Cambio radical en la aplicación y dirección de los recursos y energías nacionales (presupuesto volcado en educación, colonización interior, obras hidráulicas, repoblación forestal, investigación científica, etc.)... «en suma, desafricanización y europeización de España».
2. Reforma de la educación en todos sus grados, «rehaciendo y refundiendo al español en el molde europeo» (el plan es muy detallado y se observa en él la impronta gineriana).
3. Abaratamiento rápido del pan y de la carne (aumentando la productividad y favoreciendo el crédito agrícola).
4. Mejoramiento de los caminos de herradura.
5. Suministro de tierra cultivable, con calidad de posesión perpetua y de inalienable, a los que la trabajan y no la tienen propia. ¿Cómo? «Derogando las leyes desamortizadoras relativas a los concejos, autorizando a los Ayuntamientos para adquirir nuevas tierras, creando huertos comunales... Donde esto no baste, expropiación y arrendamiento o acensuamiento de tierras...».
6. Legislación social (contrato de trabajo, seguro social, cajas de retiro).
7. «Sanear y europeizar nuestra moneda, mediante la europeización de la agricultura, de la minería y del comercio, de la educación nacional, de la administración pública y de la política, así general como financiera, que reponga la confianza de Europa en nosotros».
8. Creación de un poder judicial digno de su función.
9. Autogobierno local: municipalización de servicios públicos y de ciertas industrias o comercios (tranvías, teléfonos, alumbrado, baños, lavaderos, fuerza motriz, tahonas, carnicerías, hielo, etc.).
10. «Renovación del liberalismo abstracto y legalista imperante, que ha mirado no más a crear y garantizar las libertades públicas con el instrumento ilusorio de la Gaceta... sustituyéndolo por un neoliberalismo orgánico, ético y sustantivo, que atienda a crear y alianzar dichas libertades con actos personales de los gobernantes principalmente, dirigidos a reprimir con mano de hierro y sin tregua a caciques y oligarcas».

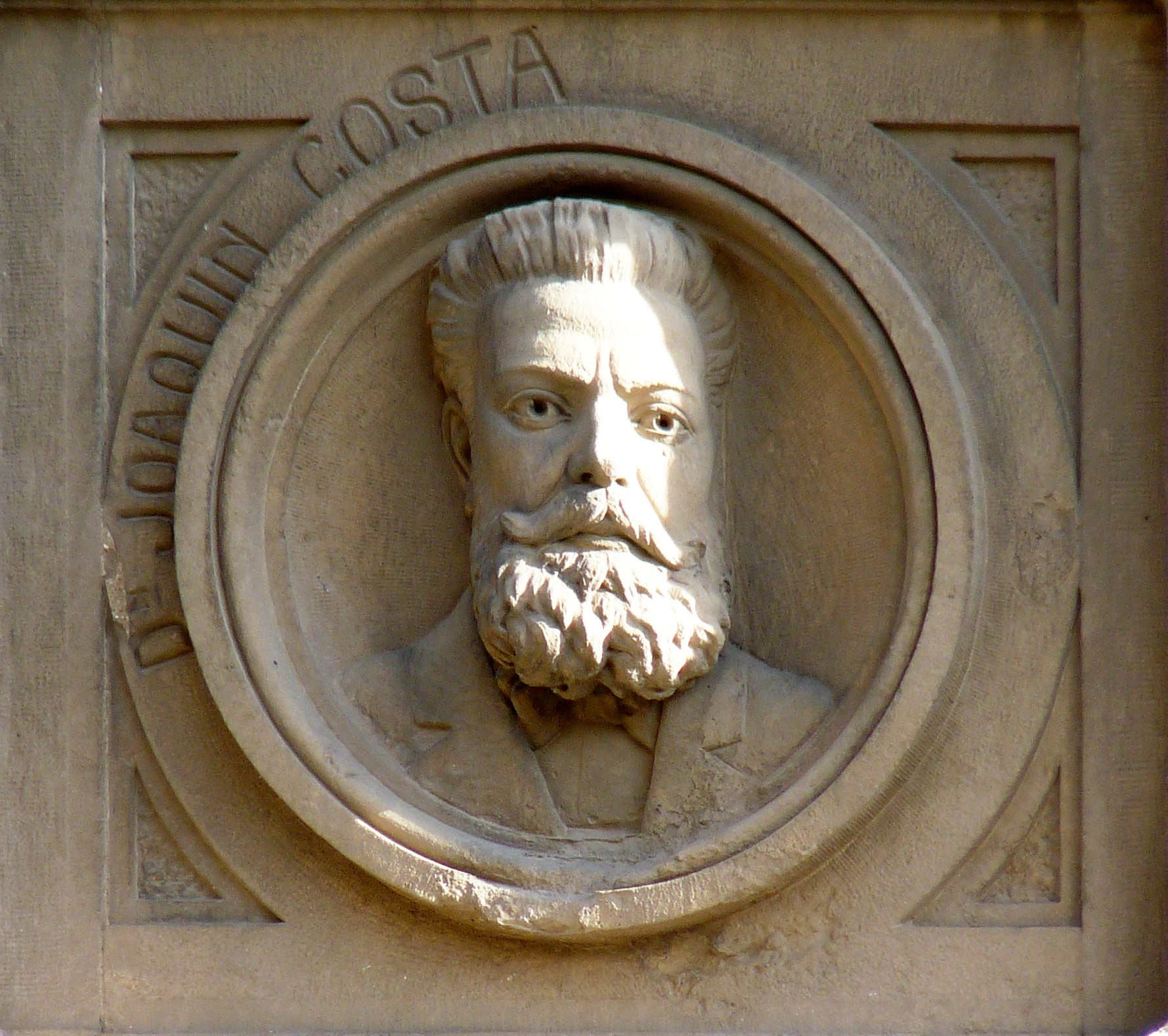
Escultura en relieve de Joaquín Costa en el Grupo Escolar Gascón y Marín de Zaragoza.

Como colofón, añade a estos once puntos la necesidad de realizar a la vez y sin demora y por decreto todas las medidas anteriores, y propone la «renovación de todo el personal gobernante de los últimos veinticinco años, sin excluir la representación actual del poder moderador...».
Evidentemente, Costa ignora casi por completo el mundo industrial, y sus propuestas reformadoras agraristas (a la manera de Floridablanca, de Campomanes, de Álvaro Flórez Estrada) son bien poco revolucionarias. Pero globalmente se trata de una clara propuesta modernizadora, de mejoras legales e institucionales, «europeizadoras». Fueron conocidos sus lemas «escuela y despensa» y «doble llave al sepulcro del Cid para que no vuelva a cabalgar».
En adelante, Costa será con frecuencia portavoz y jefe de fila de quienes proponen una respuesta mucho más objetiva, positiva y activa a los graves problemas del país que la de la llamada generación del 98, pensando en la fórmula que él acuñó de «escuela y despensa», y constituyendo la cabeza del regeneracionismo. Su revulsiva actitud frente al sistema del turno de partidos, sus denuncias de las torpezas y egoísmos de los políticos caen en desierto, pero le van concediendo el liderazgo moral. Fue descrito por Gil Novales como «radicalmente iberista». Aunque inicialmente, en torno a la década de 1880, Costa estaba a favor de las actividades colonizadoras en África y la transformación de España en una potencia marítima, ya en 1884 declararía «Marruecos y España deben conservar su mutua independencia, renunciando en absoluto a conquistarse una a otra. (...) Debemos garantizar a Marruecos contra todo intento de anexión, protectorado o desmembramiento». y tras el desastre del 98 olvidaría por completo estas ideas, considerando inviable el mantenimiento de las colonias de ultramar y viendo con desconfianza las operaciones en África; en palabras de Costa «ningún ideal nos llama ya a ninguna parte del mundo fuera de la Península. No hay ya para nosotros cuestión colonial: los que sueñan con nuevas adquisiciones territoriales para rehacer en África la epopeya americana, no han caído en la cuenta de que mientras España dormía, enamorada de sus Antillas y de sus Filipinas y satisfecha con ellas, el planeta entero ha sido ocupado, sin que quede libre un palmo de suelo donde pudiera ser izada la bandera de marras».

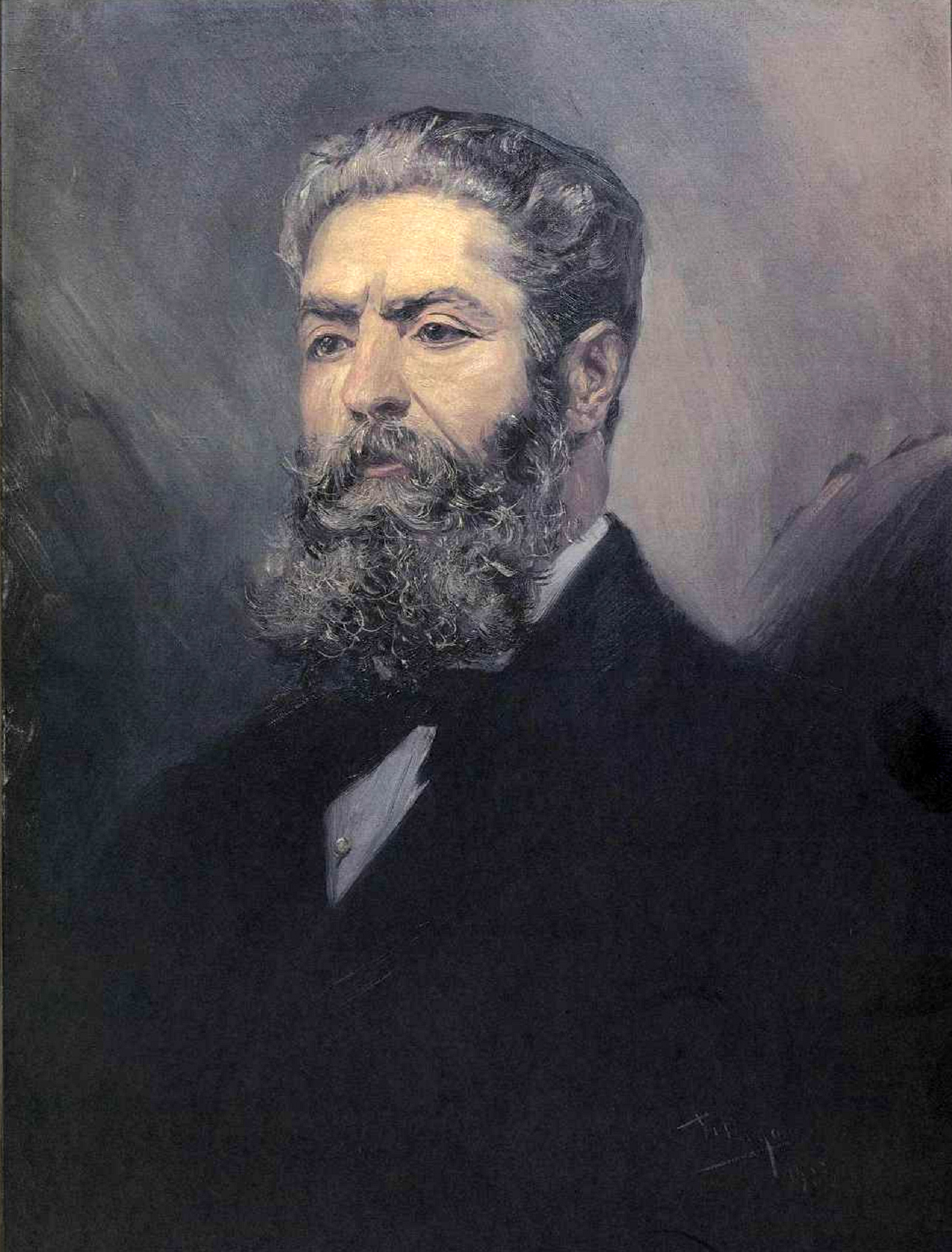
Retrato de Costa, obra de José Villegas Cordero, 1913.

Ese mismo año ingresa en la Real Academia de Ciencias Morales y Políticas con un discurso sobre El Problema de la ignorancia del Derecho y sus relaciones con el estatus individual, el referéndum y la costumbre. Todavía en los años siguientes estudiará temas jurídicos relevantes, como Derecho consuetudinario y economía popular en España (1902). Su elección como diputado republicano viene en momentos en que ha perdido casi del todo la esperanza en regenerar España: ya nada le consuela y no desea ratificar con su presencia la corrupción política oficial. Llega a proponer un «cirujano de hierro» que acometa las reformas de urgencia que necesita el país para llevar a cabo la regeneración. Algunos autores —Gonzalo Sobejano y Agustín Sánchez Vidal— ven incluso cierta relación entre algunos conceptos costianos como este cirujano de hierro y el superhombre de Nietzsche.

Esa política quirúrgica, repito, tiene que ser cargo personal de un cirujano de hierro, que conozca bien la anatomía del pueblo español y sienta por él una compasión infinita, como aquella que inspiró los actos de gobierno del conde de Aranda hace siglo y tercio; que tenga buen pulso y un valor de héroe, y más aún que valor lo que llamaríamos entrañas y coraje, para tener á raya á esos enjambres de malvados que viven de hacer morir á los demás, que sienta una ansia desesperada y rabiosa por tener una patria y se arroje, artista de pueblos, á improvisarla.
Joaquín Costa, Oligarquía y caciquismo, 1901. (Dueñas Lorente, 1997, p. 109,Costa y Martínez, 1902, p. 86)

Su estilo, con bellos giros oratorios y sembrado de citas cultas y vehementes, revela una voluntad de estilo rico y versátil, casi romántico. Su deseo de llegar al lector popular le lleva a escribir, además de centenares de artículos de gran difusión, algunas novelas didácticas como Justo de Valdediós o Último día del paganismo primero de... lo mismo, ambientada en la Hispania de Teodosio I, en la que vuelve a hacer gala de sus conocimientos de Historia Antigua.

Las discusiones sobre la filiación política de Costa tienen principalmente su origen en el intento de clasificarle conforme a un rígido dualismo, que condujo a considerar contradictorias las semejanzas de su pensamiento con el de otros sectores antidoctrinarios.
Pérez de la Dehesa (Fernández Clemente, 1969, p. 24)

Costa fue descrito por Manuel Azaña como «un conservador que quiso dejar de serlo sin poder». Enrique Tierno Galván por otra parte sostuvo en 1961 que Costa potenció una «idea y sentimiento difusos de admiración por la dictadura totalitaria nacionalista», en un pensamiento que él denominó «Costismo» y que habría inspirado «los fundamentos [ideológicos]» de la sublevación militar que dio lugar a la guerra civil española, formando parte de un supuesto pensamiento «prefascista» español. Según Tierno Galván esta tesis se vería apoyada por Dionisio Pérez en su obra El enigma de Joaquín Costa: ¿revolucionario? ¿oligarquista? (1930). Este punto de vista de Tierno Galván es sin embargo descalificado por distintos autores, afirmándose también que estos análisis obvian la evolución intelectual de Costa. Su pensamiento fue atacado también por elementos afines al bando franquista, como José López Prudencio, que en una crítica a Costa hizo alusión al «glorioso 18 de julio en que el Cid rompió las cerraduras de su sepulcro», si bien otros como Roberto G. Bayod lo consideraron un precursor del Movimiento Nacional. Manuel Pérez Ledesma vio en la política de Costa «un cambio radical en la concepción de la morfología del Estado español», mientras que otros autores detectan la existencia de tintes «mesiánicos» en la figura de Costa.
A pesar de ser republicano, creía firmemente que  el parlamentarismo era la ruina y la perdición de España. Luis Antón del Olmet lo definió como un nacionalista español, ya que, aunque creía en la necesidad de europeización de España, Costa también reivindicó sus antiguas instituciones forales y proclamó la necesidad de un «cirujano de hierro» y una «política quirúrgica».

## Legado posterior

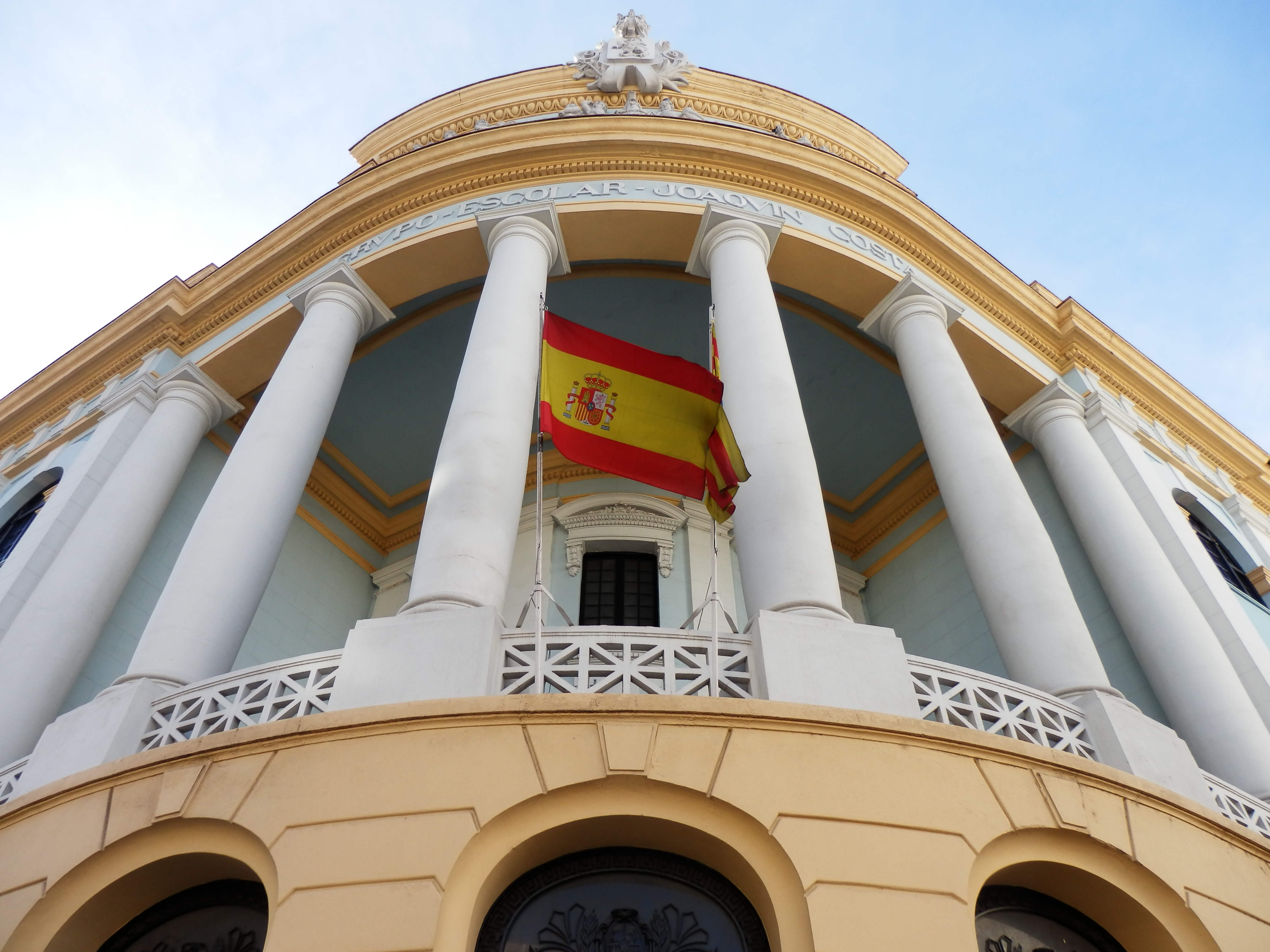
Grupo Escolar Joaquín Costa en Zaragoza.

En 1923 se proyectó el colegio Joaquín Costa —o Grupo Escolar Joaquín Costa—, a cargo del arquitecto Miguel Ángel Navarro; el centro se inauguraría finalmente en 1929. El edificio, situado en el paseo María Agustín n.º 41, en Zaragoza, fue declarado bien de interés cultural en 2008.
Con motivo del primer centenario de la muerte de Joaquín Costa, el 8 de febrero de 2011, el Gobierno de Aragón —con la colaboración de la Universidad de Zaragoza, Acción Cultural Española y otras instituciones— organizó diversos actos culturales y de homenaje. Entre ellos destacan dos: en marzo de 2011, en la Residencia de Estudiantes (Madrid), el congreso nacional «Joaquín Costa y la modernización de España», coordinado por Cristóbal Gómez Benito (Profesor de Sociología de la UNED) que también fue el Comisario general del Centenario. Por otro lado, en el Paraninfo de la Universidad de Zaragoza se presentó una exposición sobre su vida y obra titulada «Joaquín Costa. El fabricante de ideas». Bajo el comisariado de Ignacio Peiró Martín (profesor de Historia Contemporánea en la Universidad de Zaragoza) y Rafael Bardají Pérez (periodista), estuvo expuesta hasta el 17 de julio en Zaragoza, reabriéndose de nuevo el 15 de septiembre en la Biblioteca Nacional de Madrid, donde está previsto que permanezca hasta el 6 de noviembre. Acompaña a la exposición el correspondiente catálogo.
Existe una asociación de notarios «Joaquín Costa». Esta asociación fue creada en 1991, «con objeto de potenciar y difundir el valor de la actuación notarial como base fundamental de la seguridad jurídica preventiva».

## Obra de Costa

### El archivo personal

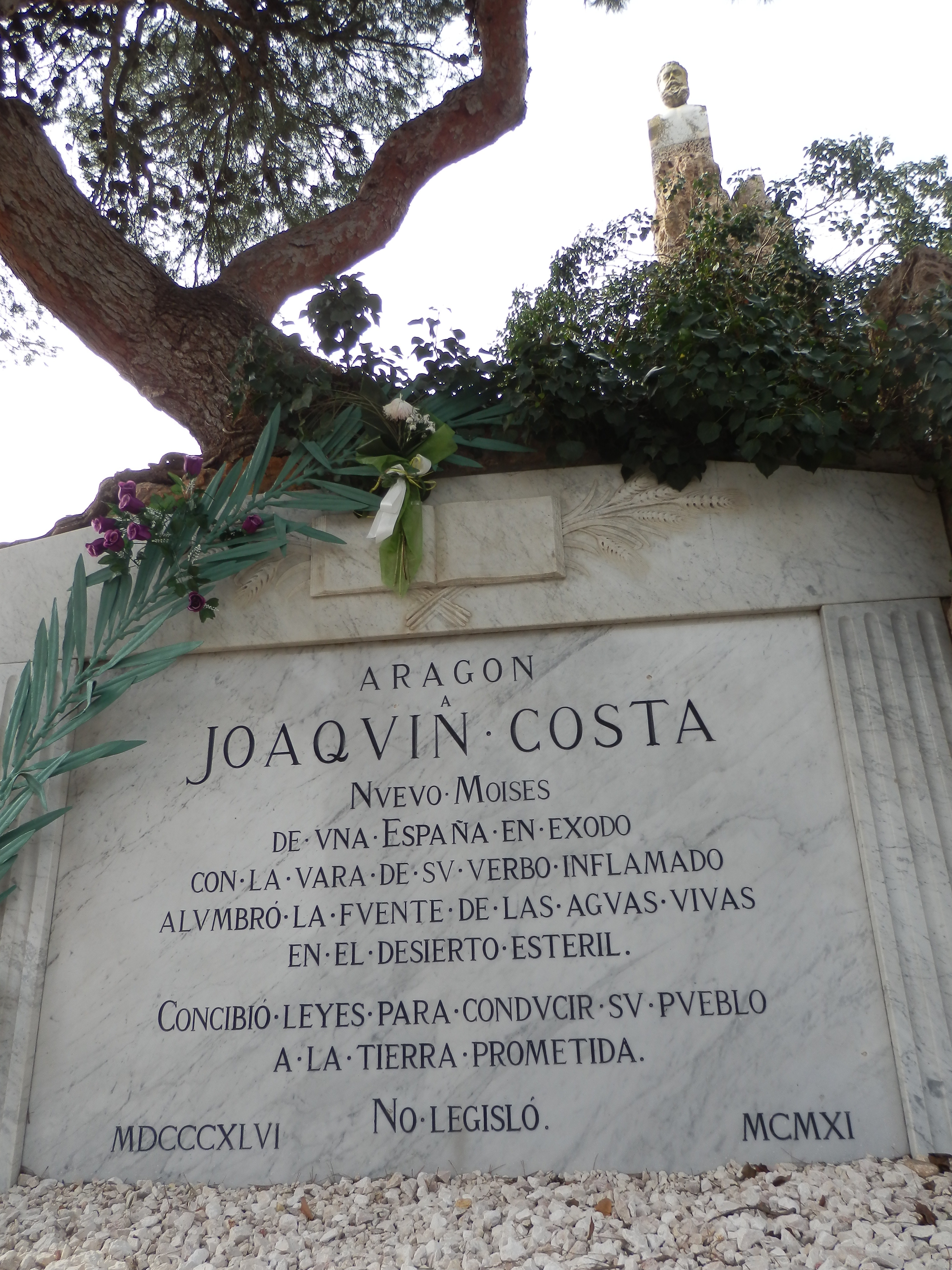
Inscripción de su lápida en Torrero de Zaragoza: Nuevo Moisés de una España en éxodo. Con la vara de su verbo inflamado alumbró la fuente de las aguas vivas en el desierto estéril. Concibió leyes para conducir su pueblo a la tierra prometida. No legisló.

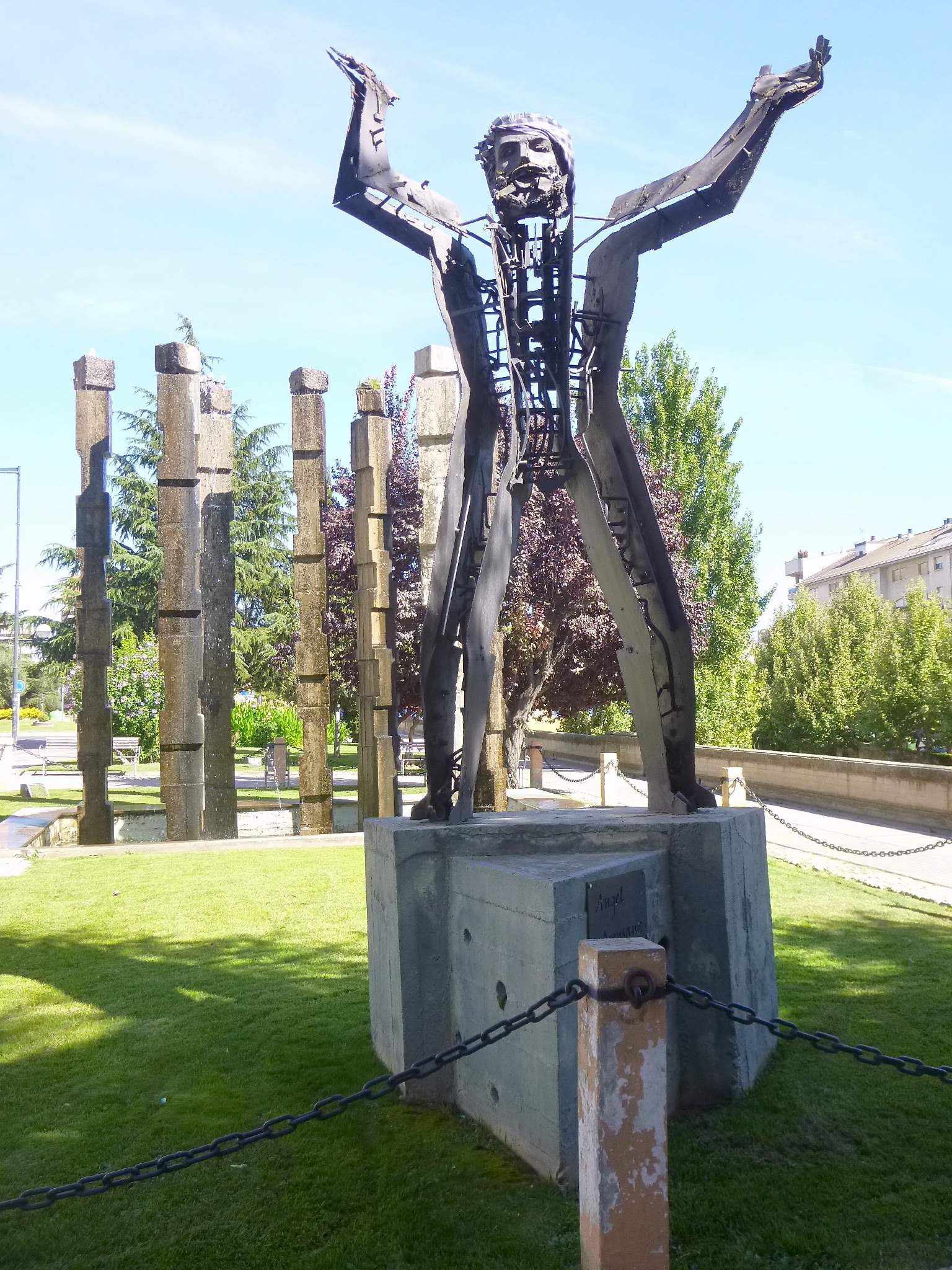
Monumento a Costa en su Monzón natal

La mayor parte del archivo privado de Costa se encuentra en el Archivo Histórico Provincial de Huesca (AHPHU). En 1983 ingresa en este archivo un lote de documentos adquiridos por el Ministerio de Cultura en subasta realizada en la Sala Durán de Madrid el 24 de junio. En 1984, por Orden Ministerial de 14 de noviembre, se incorporaron los fondos que se encontraban en el Archivo Histórico Nacional de Madrid (Sección Diversos) y otro lote de documentos adquiridos por el Ministerio de Cultura a su propietario.
Los documentos del propio Costa están datados entre 1865 y 1911, año de su muerte, aunque en el fondo del AHPHU hay alguno anterior (desde 1823) y muchos posteriores (hasta 1927), pues aparecen muchas veces mezclados con los de su hermano Tomás, quien los utilizó para la edición de la obra de su hermano y también para actuaciones políticas personales.
En el archivo personal de Joaquín Costa aparecen notas sobre temas diversos, apuntes de estudiante, borradores de sus obras o recortes de prensa. Destaca la correspondencia que intercambió con diferentes personajes influyentes de la época, casi 10 000 cartas enviadas o recibidas.
El fondo se microfilmó entre 1989 y 1990, excepto los documentos no relevantes de Tomás Costa, y años después, en 2009, se obtuvieron copias digitales a partir de los microfilmes. Las imágenes digitales están accesibles a través del buscador DARA, Documentos y Archivos de Aragón.

### Obras editadas
- Introducción a un tratado de política sacado textualmente de los refraneros, romanceros y gestas de la Península, Madrid: Librería de Fernando Fe, 1888.
- Derecho consuetudinario y economía popular de España. Zaragoza: Editorial Guara, 1981.
- La libertad civil y el Congreso de Jurisconsultos Aragoneses. Zaragoza: Editorial Guara, 1981.
- La vida del derecho: ensayo sobre el derecho consuetudinario. Zaragoza: Editorial Guara, 1982.
- Teoría del hecho jurídico individual y social. Zaragoza: Editorial Guara, 1984.
- Reforma de la fe pública. Zaragoza: Editorial Guara, 1984.
- Maestro, escuela y patria: (notas pedagógicas). Madrid: Biblioteca Costa, 1916.
- Oligarquía y caciquismo como la forma actual de gobierno en España: Urgencia y modo de cambiarla. Madrid: Establecimiento Tipográfico de Fortanet, 1901.
- Tutela de pueblos en la Historia. Madrid: Biblioteca Costa, [s. a.].
- Historia, política social: patria. Madrid: Aguilar, 1961.
- Oligarquía y caciquismo. Colectivismo agrario y otros escritos. Madrid: Alianza, 1967.
- La fórmula de la agricultura española. Madrid: Biblioteca Joaquín Costa, 1912.
- La tierra y la cuestión social. Madrid: Biblioteca Costa, 1912.
- Colectivismo agrario en España. Zaragoza: Editorial Guara, 1983.
- Política hidráulica (misión social de los riegos en España). Madrid: Biblioteca J. Costa, 1911.
- El arbolado y la patria. Madrid: Biblioteca Joaquín Costa, 1912.
- Reorganización del notariado, del Registro de la Propiedad y de la Administración de Justicia. Madrid: Biblioteca Joaquín Costa, 1917.
- Último día del paganismo y primero de... lo mismo. Madrid: Biblioteca Joaquín Costa, 1917.